# R-GO
Az R-GO egy magyar popzenei együttes, Szikora Róbert alapította, miután 1982-ben kilépett a Hungária együttesből. A zenekar neve is erre utal: „Robi Go” → R-Go.

## Az együttes előzményei, megalakulása és első időszaka
Az 1980-as év egyik zenei szenzációja volt a rock and roll-stílushoz visszanyúló, újjáalakult Hungária együttes. Szikora Róbert, aki már régóta dobosként szerepelt a csapatban, 1982-ben otthagyta a zenekart, részben az általa álnéven Szűcs Judith számára írt dalok miatt. Ez ugyanis Fenyő Miklós, a Hungária frontembere szemében megbontotta a zenekar egységét.
Szikora új együttes létrehozásába fogott. Ehhez elsőnek Környei Attilát kereste meg, aki akkoriban úgy érezte, hogy zenei karrierje végén jár. Ő megpróbálta Szikorát lebeszélni a Hungáriából való kilépésről, de lelkesedését látva végül csatlakozott hozzá. Kozma Tiborra egy vidéki zsűrizésen figyeltek fel, majd egy meghallgatás után ő lett a következő tag. Holló Józsefet egy zenekari próbán fedezték fel maguknak. Noha Szikora maga is dobos volt, felvették az együttesbe a külföldi vendéglátózásból éppen hazatért olasz-magyar származású Barille Pasquale dobost,valamint a két legelső " Gidát " Yvette Mohacsán Holingert és Kendra Morvayt. Az együttes ún. "csikidám"-stílusú hangzásához különleges képességű dobos kellett, de Szikora kongával és egyéb ritmushangszerekkel továbbra is közreműködött. 
Az együttes tehát szakított a hungáriás zenei hagyománnyal. Szikora első terve szerint harmincas évekbeli kávéházi zenét játszottak volna, a második terv a punkzene volt, Zoo néven. Végül egy teljesen új stílust alakítottak ki, ez az úgynevezett csikidám, mely a dallamos latin-amerikai muzsika, a funky és a keményebb rockos ritmusok találkozása. A stílus kialakítása egy rádióban hallott, bendzsó kíséretű olasz zeneszámnak köszönhető. Ennek alapján írta meg Szikora az Ergo: létezem című dalát. A második dal a Mert ő, melyet Szikora Korda György számára írt, de végül megtartotta az új zenekarának.
A zenekar új stílusa lassan alakult ki. Első koncertjük a Kertészeti Egyetem klubjában, bemutatkozó tévés fellépésük a Pulzus című könnyűzenei tévéműsor 1982-es szilveszteri adásában volt.
Színpadi megjelenésük a harmincas évek Rejtő Jenő-féle idegenlégiós korszakának külsőségeit vegyíti az aktuális trenddel. Az együttes jellegzetes alkotóelemét képezi már a kezdetektől fogva a két szinkronban mozgó táncoslány, az R-Go gidák. 1983-ban kialakított színpadi mozgásuk, a gidatánc, alapvetően a mai napig megmaradt. Az első gida a francia-vietnámi származású, de Magyarországon nevelkedett Clavier Charlotte. Ő Környei javaslatára került az együttesbe. Mivel már a legelején látták, hogy milyen pozitívan fogadta a közönség, ezért még egy gidát alkalmaztak, ő a kezdetekben Varga Éva volt, aki Charlotte javaslatára került az együttesbe. Ez az első felállás éveken át és igen sikeresen működött.
A zenekar csikidám-stílusú dalai hamar népszerűvé váltak. 1986-ban könyvet adtak ki a zenekarról. 1987-re, a sikerek csúcsán kiéleződtek a személyi ellentétek. Szikora végül eltávolította a csapatból alapító társát, Környei Attilát. További személyi változások következtek, Kozma kilépett, Kővágó Krisztina és Petrók Barbara személyében új gidák kerültek a csapathoz, de az együttes rövidesen szétzilálódott.

## R-Go Proletars
Szikora az R-Go gyakorlatilag feloszlását új lehetőségként élte meg. Még megjelent egy lemez Az idő címmel, mely erős eltávolodás a csikidamtól. Noha 150.000 példányban fogyott el, ez abban az időben és az R-Go számára bukásnak bizonyult. Szikora ezek után úgy döntött, hogy végleg búcsút mond a régi stílusnak. 1989-ben az együttes nevét R-Go Proletars-ra változtatta, a rendszerváltozás jegyében. Lódenkabátban, bakancsban, széles karimájú kalapban léptek fel, az ötvenes évek munkás-stílusa után. A csikidam zenét egyfajta magyar népzenei alapú popzene váltotta fel, a későbbi NOX együtteshez hasonló stílusban.
Ekkor az új felállás: Szikora, Balogh Kálmán (cimbalom), Oroszlán György (hegedű), Hollókői Lajos (népi hangszerek), valamint Pánczél Éva és Kalmus József (vokál). Az együttest külföldön igen jól fogadták, egy komoly francia lemezszerződés is a küszöbön volt, amely azonban végül a Hungaroton bürokráciája és több hónapos irattologatása miatt meghiúsult. Az együttes itthoni népszerűsége a réginek csak árnyéka volt. Ekkori korszakuk albumának címe Egy proletár Párizsban.

## Visszatérés a csikidámhoz, Szikora szólókarrierje
Szikora azt nyilatkozta, "a művészlélek már csak olyan, hogy sikerre vágyik". Ennek jegyében, és a közönség elvárásait figyelembe véve visszatért a régi stílushoz. 1990-ben a Moho Sapiens együttessel közösen megírták a nagy sikerű Angyalbőrben című televíziós sorozat zenéjét és dalait, az ez alapján készült album platinalemez lett. 1993-ra az új felállás a következő: Szikora, Kató Zoltán (szaxofon, komputer programok, ének), Csejtey Tamás (basszusgitár, komputer programok), Tőzsér Attila (zongora, komputer programok, ének), Jülek Tamás (gitár), Koszta János (dobok, ének). 1994-ben Szerelem az, amit annak érzel című daluk videóklipjével szerepeltek egy fesztiválon. Az együttes a sikerek ellenére még abban az évben "véglegesen" feloszlott. Szikora az elkövetkező hat évben szólólemezeket adott ki, az R-Go pedig csak alkalmi eseményekre állt össze, ilyen volt az 1998. június 5-i telt házas emlékkoncert a Kisstadionban a 15. jubileum tiszteletére. A buli hanganyaga CD lemezen is megjelent, valamint szintén erre az alkalomra kiadtak egy albumot Eltitkolt dalok címmel, mely addig kiadatlan dalaikat tartalmazta.

## Újrakezdés 2000-től
2000-ben két koncertet adtak az Olimpiai csarnokban. Új tagokkal turnézott az együttes. 2003-ban 20 éves jubileumi koncertet adtak a Papp László sportarénában, és megjelent az új albumuk Jubileum címmel. 2004-ben Csikidam címmel jelent meg új albumuk, illetve a 20 éves jubileumi koncertjük DVD-n.. 2006-ban R-GO Retro cimmel jelent meg új albumuk rajta 15 újrahangszerelt és újraénekelt dallal és egy vadonatúj dal is helyet kapott rajta Szabadon szálltunk címmel, amihez videoklip is készült. 2007-ben 25 éves jubileumi koncertet adtak a Kisstadionban, és megjelent az új albumuk A Nap szerelmesei címmel. Az album és a koncert erejéig újra összeállt az eredeti R-GO. 2008-tól 2014-ig megjelentek az R-GO privát felvételei DVD-n (R-GO Filmklub) 2013-ban 30 éves jubileumi koncertet adtak Agárdon és megjelent az R-GO: Szikora Róbert legnagyobb slágerei c. albumuk. 2018-ban nagyszabású jubileumi koncertet adtak az eredeti felállásban a Papp László sportarénában. 2020-ban volt Raktárkoncertjük és 2021-ben akusztikus koncertet adtak az Akusztik c. műsorban.

## Alapító tagok
- Szikora Róbert – ének
- Barille Pasquale – dob
- Holló József – billentyűs hangszerek
- Kozma Tibor – gitár
- Környei Attila – basszusgitár
- Clavier Charlotte – tánc, vokál
- Varga Éva – tánc, vokál

## A tagok 2016-ban
- Szikora Róbert – ének
- Jülek Erik – dob
- Lippényi Gábor – billentyűs, szaxofon
- Solti Ferenc – basszusgitár
- Szabó Márton – gitár
- Tar Gergely – konga
- Gyurom Natália – gida
- Oláh Szabina – gida

## Lemezeik

### Nagylemezek
- R-GO (1983)
- Amulett (1984)
- Szeretlek is + nem is (1985)
- Rég várok valakire (1986)
- Így jácctok ti (1986)
- Így jácctok kint (1987)
- Az Idő (1988)
- Egy proletár Párizsban (1989)
- Áll még a vár (1990)
- Csak nézem a szeretőm (1991)
- Best of R-GO (1991)
- Kalandorok, csavaR-GOk (1993)
- Eltitkolt dalok (1998)
- Kisstadion koncert (1998)
- R-Go jubileum (2003)
- Csikidam (2004)
- R-GO Retro (2006)
- A nap szerelmesei (2007)
- Szikora Róbert – legnagyobb slágerei (2013)

### Kislemezek
- Karácsony Éjjel (1983)
- Bombázó (1983)
- What A Girl / What Love's About (Pepita International, PR 956, 1983)
- Hull a hó / Fortuna (1985)
- Dől a torony, dől a harang (1985)
- Mire gondolsz katona (1990)
- Szerelem az amit annak érzel (1994)
- Szabadon szálltunk (2006)